# Ніколаєвка (Чебулинський округ)
Нікола́євка (рос. Николаевка) — село у складі Чебулинського округу Кемеровської області, Росія.

## Населення
Населення — 676 осіб (2010; 736 у 2002).
Національний склад (станом на 2002 рік):
- росіяни — 89 %